# Asotes
Asócio (em armênio/arménio: Աշոտը; romaniz.: Ašot; em grego medieval: Ἀσώτης; romaniz.: Asótes) foi um oficial bizantino de origem armênia do século VIII. É conhecido através de seu selo, no qual é descrito como espatário.